# Accipiter francesiae pusillus
Accipiter francesiae pusillus (лат.)  — подвид мадагаскарского ястреба, возможно, вымерший. Эндемик коморского острова Анжуан.

## Внешность
Длина крыльев самцов составляет от 13,5 до 14,9 см, самок — от 15,5 до 16,3 см. Длина хвоста у самцов составляет от 9,9 до 10,8 см, у самок — от 11,3 до 12,5 см. Верхняя часть тела тёмно-серая, подхвостье бело-серое, нижняя сторона крыльев белая с тёмно-серыми полосами. Хвост тёмный с чёрно-серыми полосами.

## Исчезновение
Ястребы начали вымирать ещё в начале XX века. Предположительно они исчезли в 1950-х годах. Это доказала трёхдневная экспедиция Нджувани[кого?], совершённая в 1965 году.